# Stockholms borgarskola
Stockholms borgarskola eller Borgarskolan var en skola i Stockholm som var i drift från 1836 till 1971. Den startade sin verksamhet i lokaler på Malmskillnadsgatan 58 på Norrmalm i Stockholm. Hösten 1931 flyttade skolan till de nybyggda lokalerna på Kungstensgatan 2-8 vid Jarlaplan på Östermalm i centrala Stockholm. Skolan byggdes under åren 1930-1932, arkitekt var Knut Nordenskjöld och byggherre Stiftelsen Stockholms Borgarskola, byggmästare var Olle Engkvist. Vid invigningen i slutet av 1931 närvarade Gustaf V och kronprinsparet. Vid Kungstensgatan hade skolan sedan sina lokaler i fyrtio år. Borgarskolan lades ned den 30 juni 1971. Stockholms borgarskolans arkiv förvaras i Stockholms stadsarkiv.
Genom åren som Borgarskolan har funnits har det också funnits teaterverksamhet i huset. En del av Borgarskolans byggnader, den senare avstyckade delen som fick namnet Borgarskolan 2, byggdes med en fasad utformad med tempelgavlar, kraftiga taklister med tandsnitt och invändigt utsmyckades byggnaden med meanderbårder, pilastrar och stiliserade blomrosetter. Den byggnaden utgjordes av skolans aula. I aulan fanns det mer än 500 sittplatser för samlingarna i skolan och lokalen utnyttjades även för folkbildning och som biograf.
Efter en ombyggnad 1973 fick huset med aulabyggnaden namnet Jarlateatern. Fastigheten övertogs 1994 av Folkuniversitetet och Jarlateatern döptes till Folkuniversitetets teater. Fram till år 2000 drevs privat operettverksamhet. Successivt blev huset nedslitet och behovet av upprustning och renovering medförde allt större investeringsbehov. Med avsikt att huset skulle finna annan ägare med verksamhet som skulle möjliggöra upprustningen av fastigheten avstyckades aulahuset år 2002. Nu har den avstyckade fastigheten namnet Borgarskolan 2, som är kulturhistoriskt skyddad som särskilt historiskt värdefull (grön märkning). Den slitna byggnaden hade ett stort arkitektoniskt värde, men behovet av renovering var uppenbar. Det som var Jarlateatern renoverades 2005. Borgarskolans gamla byggnad omformades till en byggnad för bland annat vårdverksamhet. Det blev en plats för stöd för kroppslig och själslig hälsa. Sollévi Stockholm AB övertog byggnaden. Övertagandet gav också en möjlighet att överta ett viktigt kulturarv. Sollévi bevarade och upprustade byggnaden med ny verksamhet. Byggnaden har blivit ett center för stöd och utbildning av vuxna människor, det som var Borgarskolans ursprungliga användningssyfte.

## Nuvarande verksamhet i de gamla lokalerna

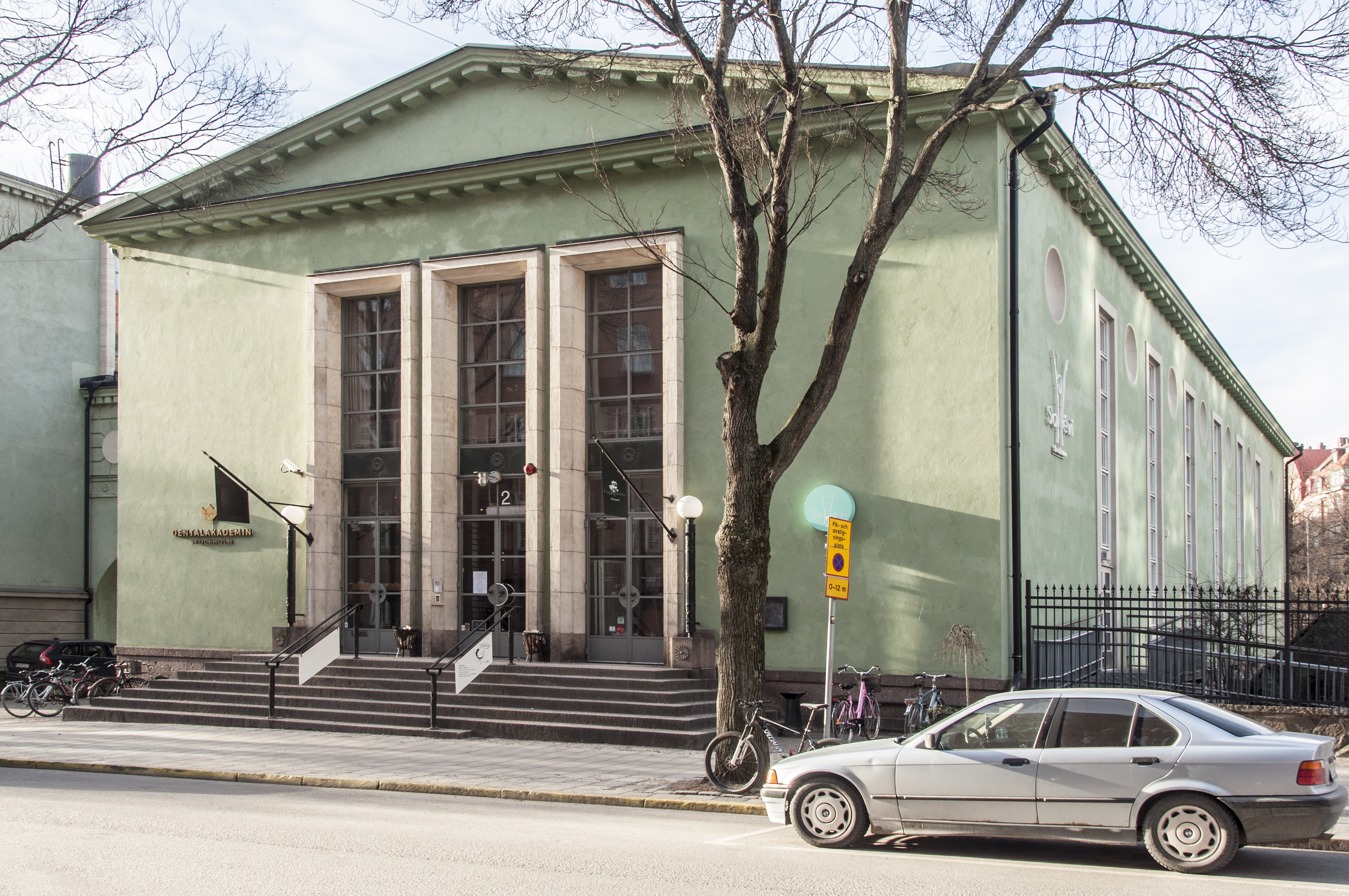
Gamla Borgarskolans lokaler vid Kungstensgatan 2-4 vid hörnet av Karlavägen byggdes om 1973 till Jarlateatern. De gamla lokalerna byggdes sedan om igen 2005. Nu är Sollévi Stockholm AB, Huset för välbefinnande, inrymt i de gamla lokalerna. Här är också ingång till restaurangerna Esperanto, Imouto, Råkultur och Shibumi.

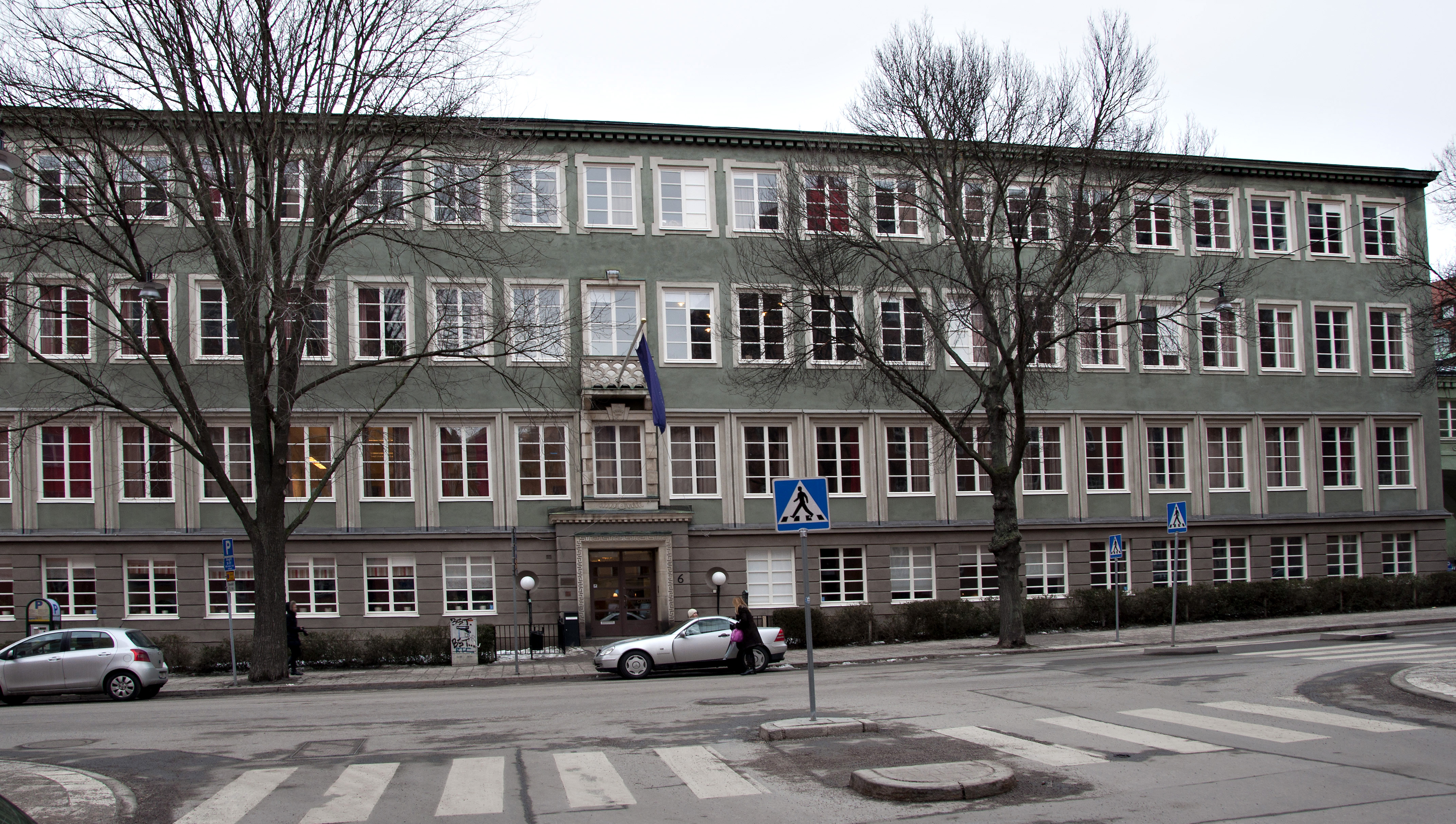
Gamla Borgarskolans lokaler vid Kungstensgatan 6. Nu är Viktor Rydbergs gymnasium inhyst i de gamla lokalerna.

### Kungstensgatan 2–4
I Borgarskolans före detta lokaler vid Kungstensgatan 2-4, vid hörnet av Karlavägen, är idag Sollévi Stockholm AB, Huset för hälsa och välbefinnande, inrymt. Husets namn, Sollévi, betyder på italienska, att lyfta eller stödja. Inom husets olika verksamhetsområden har också samtliga medarbetare som sin gemensamma devis att för sina gäster "lyfta både kropp och själ". Den K-märkta byggnaden, som tidigare var Jarlateatern, har år 2005 under antikvarisk övervakning varsamt renoverats. Byggnaden har därmed återskapats i sin vackra nyklassisistiska 1920-talsutformning, men med nutidens modernaste tekniker inbyggda i ett "inre hus med glasväggar", som reser sig fritt från ytterväggarna inne i den gamla teatersalongen. Resultatet har blivit ett arkitektoniskt, funktionellt och skönhetsmässigt storverk. Arkitekter var Svenska Arkitekters Riksförbund (SAR)/Svenska Inredningsarkitekters Riksförbund (SIR) Fabrizia Sollevi och genomfört av Skanska AB.
Huset är som en "galleria" med människan i centrum, fyllt av hälsopreventiva och kurativa verksamheter, men där det även erbjuds olika "må bra"-tjänster, såsom massage och skönhetsvård, samt fyra restauranger. Grundare är läkaren, professor emeritus Alf Sollevi. Målsättningen för Sollévi är att erbjuda husets gäster ett brett serviceutbud av medicinska såväl som välbefinnandetjänster. Utbudet består av akupunktur, coachning, foniatrisk klinik en medicinsk specialitet som inriktar sig på röst-, tal- och sväljstörningar, foniatrerna samarbetar ofta med logopederna, fotvård med medicinsk fotterapeut, skönhetsbehandlingar, hälsokontroller, kognitiv beteendeterapi (KBT), kiropraktorer, konferensservice, logopeder, massagebehandlingar, mindfulness kurser (medveten närvaro), nagelvård, naprapater, psykologer, restaurangerna Esperanto, Imouto, Råkultur och Shibumi, rehabiliteringsgym, sjukgymnaster OMT 2, samt för barn, och tandvård med implantat och estetik.

### Kungstensgatan 6
I Borgarskolans före detta lokaler vid Kungstensgatan 6 är idag Viktor Rydberg Gymnasium, VRG, inrymt. Gymnasieskolan Viktor Rydbergs Gymnasium Djursholm grundades 1994 i Djursholm. Ytterligare två gymnasieskolor har sedan dess startats i Stockholms innerstad - den ena vid Odenplan och den andra vid Jarlaplan i Borgarskolans gamla lokaler. Gymnasieskolan vid Jarlaplan är främst inriktad på estetisk verksamhet. De tre gymnasieskolorna och högstadiet Viktor Rydberg Samskola med sammanlagt 1600 elever drivs av stiftelsen Viktor Rydbergs Skolor.

## Borgarskolans historik

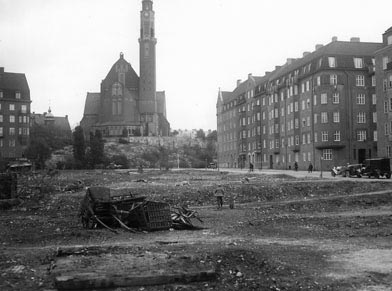
Stockholms borgarskolas obebyggda tomt omkring 1928. Fotograf: Axel Malmström. Hösten 1931 flyttade skolan här in i nya lokaler.

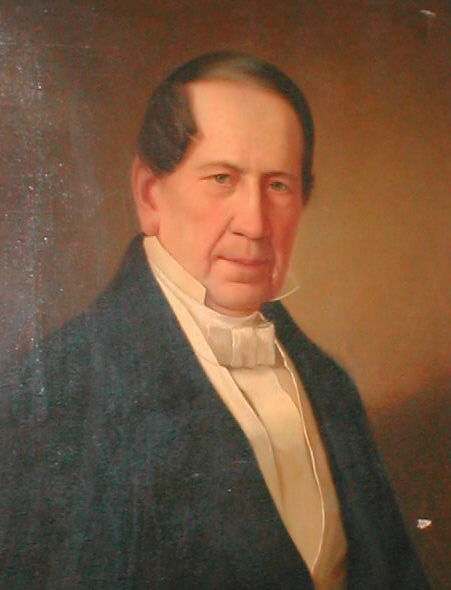
Lars Montén var en av ledamöterna i styrelsen från 1844. Han var fabrikör och kommunalpolitiker i Stockholm.

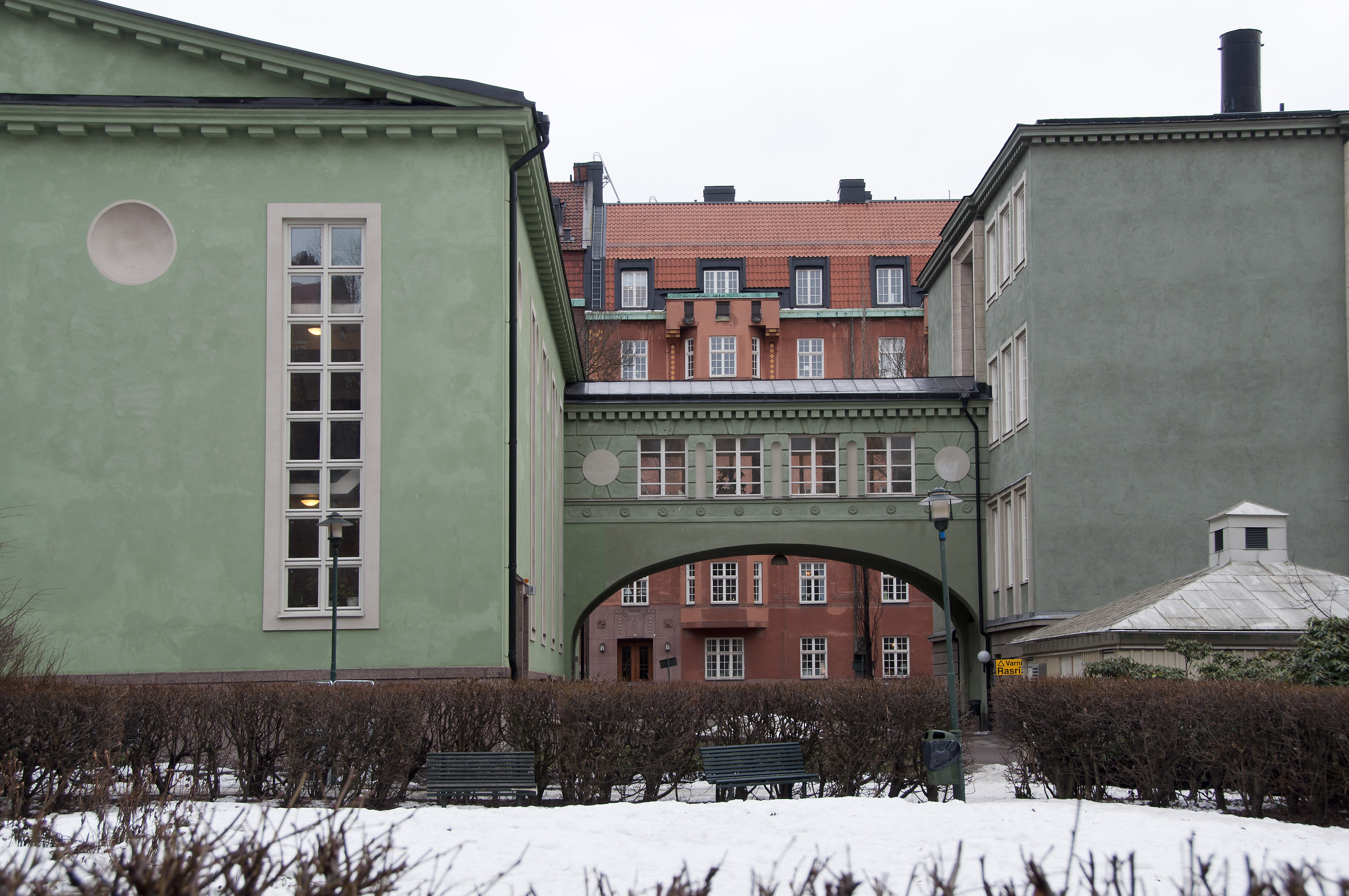
Borgarskolans två stora byggnader med det mäktiga portvalvet, som leder till parken vid Jarlaplan.

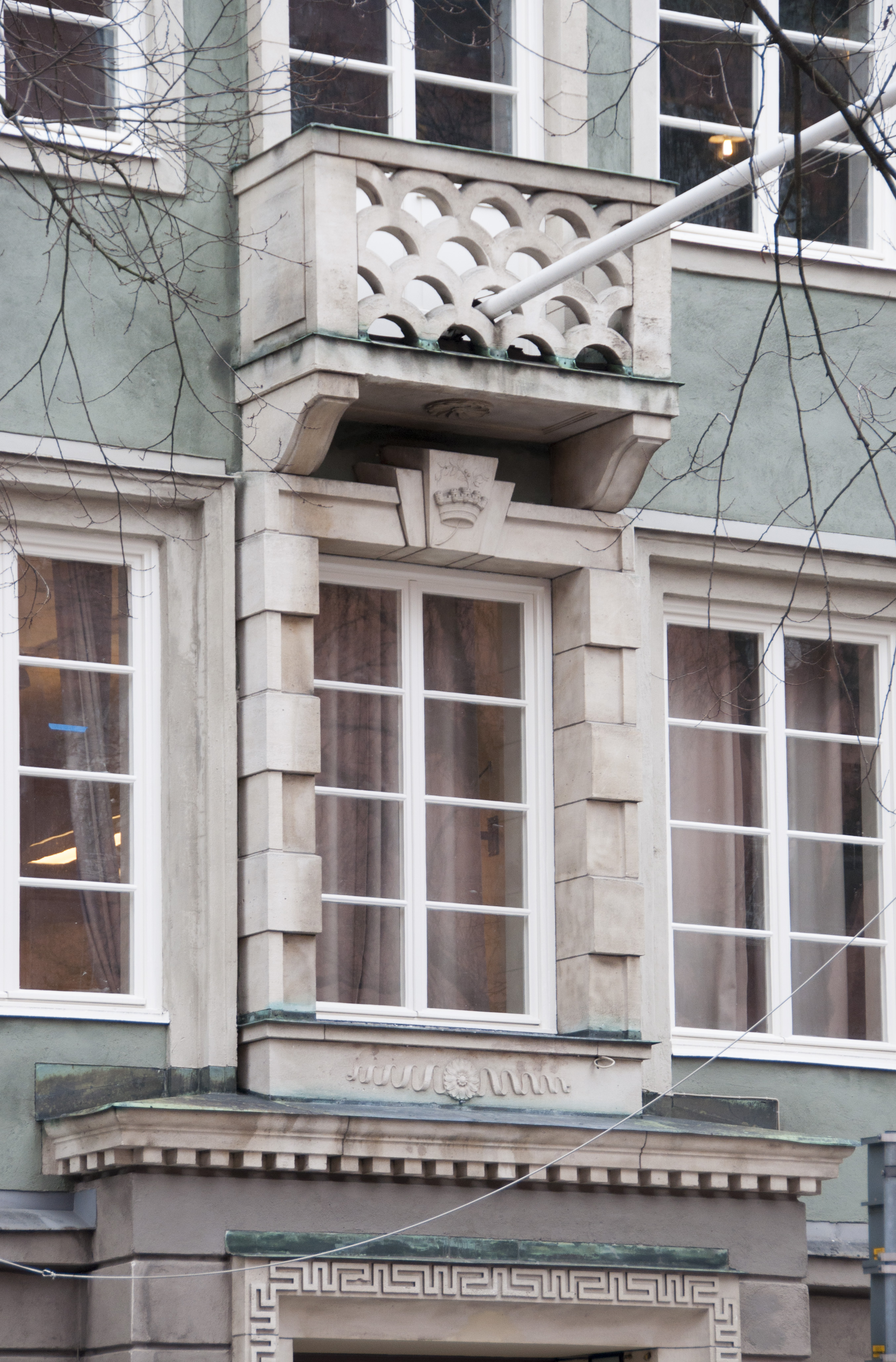
Borgarskolan, entré.

### Initiativet till Stockholms borgarskola
Initiativet till Stockholms borgarskola, som startade 1836, kom från Stockholms hantverksmästare, som ansåg att lärlingar och gesäller hade alltför dåliga teoretiska grundkunskaper. Stockholms borgarskola stiftades 1836 av det inom borgerskapet i Stockholm bildade ordenssällskapet Redliga förbundet. Dess syfte angavs vara att främja utvecklingen hos den ungdom, som ägnade sig åt handels- eller hantverksyrken, genom att ge dem "nyttiga kunskaper och färdigheter och en allmänt medborgerlig bildning". Den första verksamheten började i ett skolhus vid Johannesplan. Redan i slutet på 1800-talet planerades för en ny skola vid Jarlaplan.
Från 1844 var Lars Montén ledamot av styrelsen för Stockholms borgarskola. Lars Montén var grosshandlare, fabrikör och kommunalpolitiker i Stockholm.

### Borgarskolan startade sin verksamhet
Borgarskolan startade sin verksamhet i lokaler på Malmskillnadsgatan 58 på Norrmalm. Undervisningen blev efter hand mer omfattande, och filialavdelningar upprättades inom olika stadsdelar. Denna utveckling blev mer markant, sedan Stockholms borgarskola 1842 som stödförening fått fortsätta som Sällskapet för befrämjande av Stockholms borgarskola. Tidigare hette det Sällskapet till befrämjande av Stockholms stads borgarskolas fortgång.

### Allmän medborgerlig bildning
På 1600-talet inrättades i Sverige lärdomsskolan, som var en katedralskola eller domkyrkoskola. Katedralskolan var en skolform som uppkom under medeltiden och främst hade till uppgift att utbilda präster, men senare även lekmän, katedralskolan utvecklades till gymnasieskola. Katedralskolans främsta uppgift var att förbereda för studier vid universitet. Lärdomsskolan, som hade skriv- och räkneklasser, hade senare allmänna läroverk och gymnasier. Läroverken och gymnasierna hade utbildning som förberedelse för högre studier vid akademier och universitet. På 1700-talet kallades lärdomsskolan för apologistklasser, som på 1800-talet utökades med kurser av olika slag. Apologistskola kommer av nylatinets apologista, som egentligen betyder räknemästare eller lärare i räknekonsten. Det var en skola för allmän medborgerlig utbildning, enligt 1820 års skolordning, den var främst avsedd för blivande  näringsidkare och lägre tjänstemän. I trivialskolan, lärdomsskolans lägre del, fanns tidigare apologistklasser (skrivklasser), där en apologist undervisade. Apologistskolan hade kortare studiegång än det allmänna gymnasiet. 1849 avskaffades apologistskolorna, eftersom man ansåg att den medborgerliga undervisningen skulle ligga till grund för de lärda, och de uppgick i läroverken. Apologistskolan utvecklades från 1849 till läroverkens reallinje. Under 1900-talet tillkom även realskolan och mellanskolan som en länk mellan folkskolan och gymnasieutbildning. Realskolan och mellanskolan fanns kvar i Sverige fram till skolreformen 1970.
Under 1800-talets första del var borgarskolan en skolform för allmän medborgerlig bildning. Föregångaren var medeltidens stadsskola, som hade undervisning i läsning, skrivning, räkning och kristendom som praktiskt alternativ till lärdomsskolan. Från 1970 följdes reallinjen av gymnasieskolans naturvetenskapliga linje. 
Borgarskolan hade dags- och kvällskurser för ungdom och vuxna samt föreläsnings- och musikverksamhet. På 1880-talet omorganiserades skolan. En lägre avdelning inrättades för elever med dåliga förkunskaper i grundläggande ämnen och en högre avdelning, som bland annat gav undervisning i svenska, tyska, engelska, franska, bokföring och handelskorrespondens.
Från 1882 erhöll Stockholms borgarskola anslag av Stockholms stad och hade en styrelse på 18 personer, varav staden valde åtta och sällskapet tio personer. För den pedagogiska uppläggningen svarade en undervisningsnämnd på fem personer, inklusive skolans rektor.

### Borgarskolan flyttade till Jarlaplan

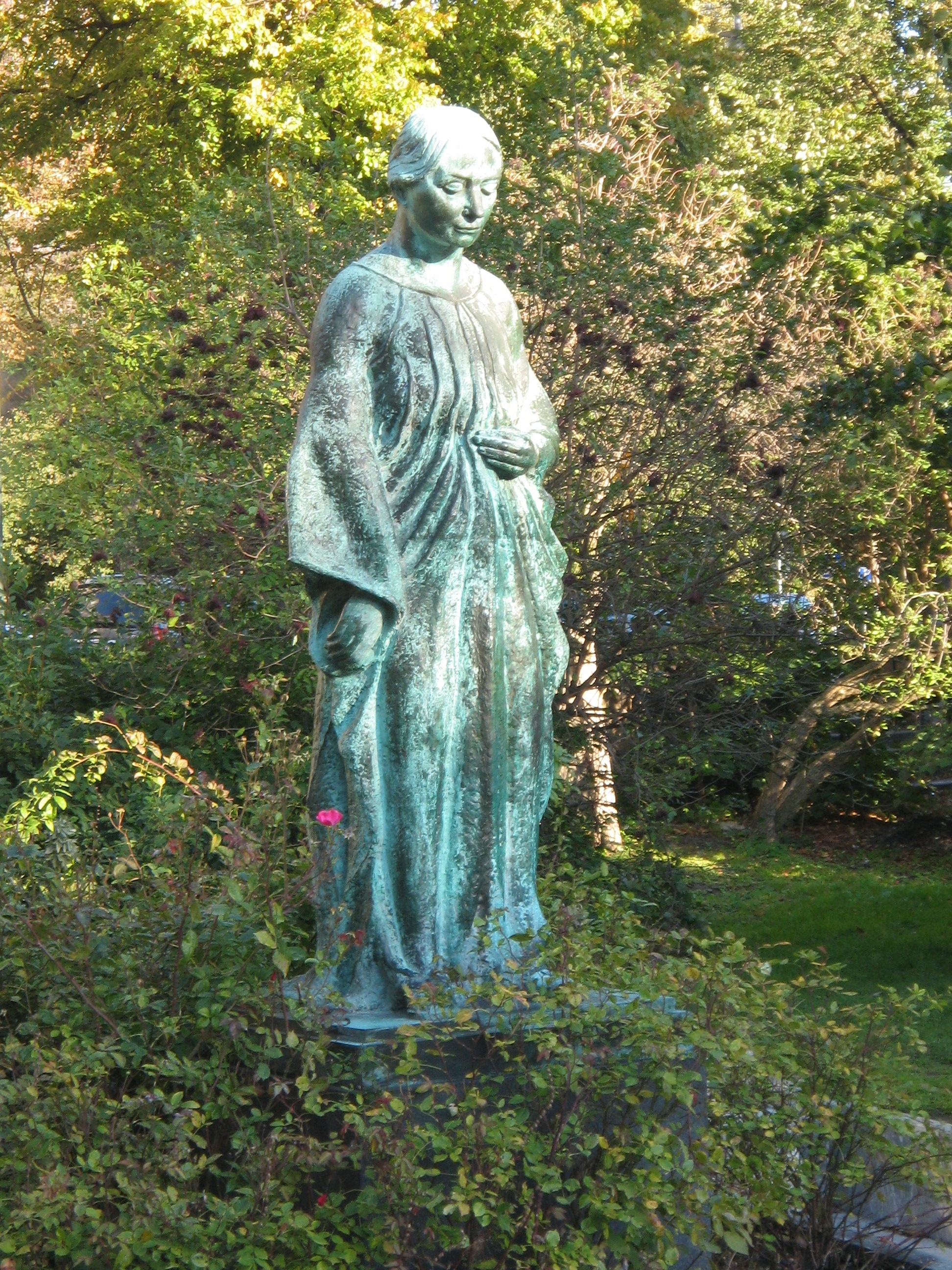
Ellen Key-statyn i Ellen Keys park, utförd 1953 av Sigrid Fridman. Ellen Key var författare och pedagog.

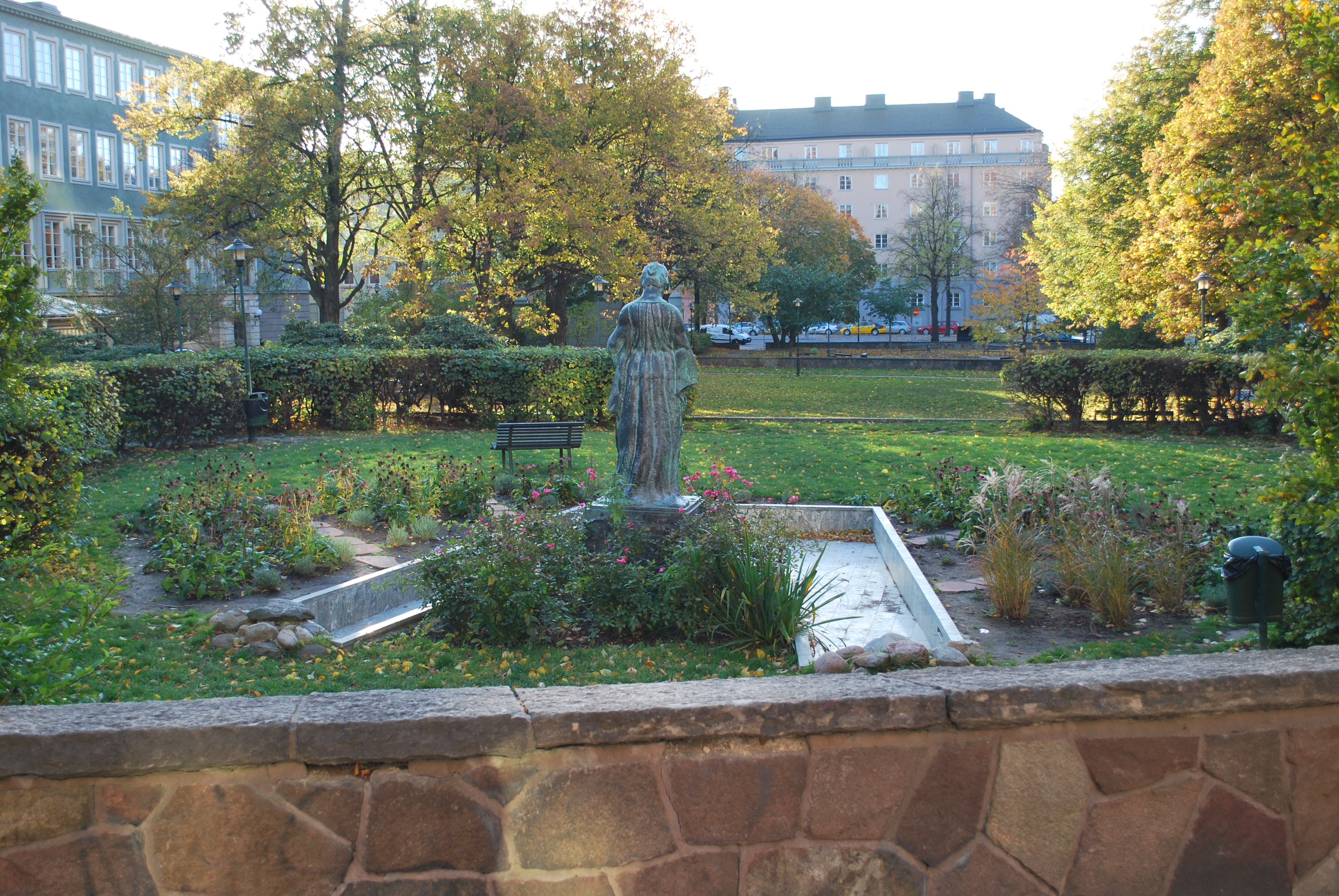
Ellen Keys park sedd från Karlavägen med bronsstatyn av Ellen Key. Stockholms borgarskola syns till vänster.

I början av 1930-talet fick den tidigare kåkbebyggelsen vid Jarlaplan lämna plats för den nya Borgarskolan utmed Kungstensgatan. Hösten 1931 flyttade Borgarskolan till det nybyggda skolkomplexet, som byggdes åren 1930-1932 vid Jarlaplan, med adress Kungstensgatan 2-8. Vid invigningen 1931 närvarade kung Gustav V och dåvarande kronprins Gustav Adolf, sedermera kung Gustav VI Adolf, under stor pompa och det gavs bland annat teaterföreställning och annan underhållning i aulan. År 1933 installerades filmprojektorer, som finns bevarade intakt, och allmänheten kunde kvällstid uppleva journalfilmen som nyhetsmedium under perioden före TV-åldern.
Samtidigt som Stockholms borgarskola byggdes på 1930-talet anlades en park mellan skolan och Jarlaplan. Parken benämndes tidigare Jarlaparken. Framför Stockholms borgarskola står sedan 1953 en bronsstaty i parkens östra del vid Karlavägen. Statyn föreställer Ellen Key och är utförd 1953 av skulptören och poeten Sigrid Fridman (1879-1963). I början på 2000-talet döptes parken om till Ellen Keys park.

### Undervisningen från 1930-talet till 1970-talet
Borgarskolans program var inledningsvis enkelt. Man ville lära arbetarklassens barn att läsa, skriva och räkna. Undervisningen var öppen för alla och skedde efter arbetsdagens slut och/eller på söndagar. Undervisningen omfattade skiftande ämnen, men stark tonvikt låg på handelsutbildning. Senare överflyttades denna undervisning till andra läroanstalter, och i stället var det språkstudierna som var det mest omfattande, vid skolan. Borgarskolan omfattade språklinjer med kurser i tyska, engelska, franska, spanska, italienska, ryska och svenska med särskild undervisning för utlänningar, dramatisk linje med kurser i scenisk framställning, muntlig framställning samt tal- och röstvård, musiklinje (Folkliga musikskolan i Stockholm) med en mängd olika kurser, realskola å aftontid med treårig studiegång, folkhögskola, S:t Eriks folkhögskola, med två årskurser och statsbidrag samt föreläsningskurser, föreläsningar i strödda ämnen och på främmande språk jämte filmföreställningar samt litteratur- och musikaftnar.
Stockholms borgarskola samarbetade i fråga om de högre franska kurserna med Alliance Française och gav specialkurser för olika statliga verk, enskilda företag och sammanslutningar. Alliance Française är en förening som bildades 1883 i Paris av några enskilda initiativtagare, varav de flesta universitetslärare, och som har till ändamål att sprida kännedom om det franska språket och fransk litteratur, vetenskap och konst utanför Frankrike.
Arbetsåret 1952-1953 uppgick det sammanlagda elevantalet till cirka 8000 elever, varav över 6000 på språklinjen, 1100 på musiklinjen, 590 vid realskolan, 165 vid dramatiska linjen och 76 vid folkhögskolan. 180 lärare tjänstgjorde vid skolan arbetsåret 1952-1953, oberäknat föreläsare i olika ämnen.
Ännu på 1950-talet hade Borgarskolan fortfarande studieavdelningar på Södermalm och för vissa kurser måste man hyra lokaler i andra skolor. Anläggningen för Stockholms borgarskola vid Kungstensgatan byggdes i tjugotalsklassicism och ritades av arkitekt Knut Nordenskjöld (1882-1950). Borgarskolan består av två stora byggnader med tempelgavlar och monumentala entréer åt Karlavägen och Kungstensgatan är förenade med ett mäktigt portvalv, som leder till parken vid Jarlaplan. I anslutning till skolan vid Jarlaplan anlades en park, som idag har namnet Ellen Keys park, och kvarteret Träskfloden omdanades till bussterminal. Borgarskolans byggnad gränsade till Birger Jarslgatan 8-10 och Karlavägen 70-76. Nordenskjöld var även arkitekt till Frans Schartaus Handelsinstituts (1914-1915) gamla byggnad på vid Stigbergsgatan 26 på Stigberget på Södermalm.
Under 1930-, 1940- och 1950-talen utnyttjade även olika skolor i innerstaden Borgarskolans aula för tillställningar och skolavslutningar.
I samband med skolreformerna efter 1950 lades borgarskolorna i Sverige ned. Stockholms borgarskola, som var den största i landet, lades ned den 30 juni 1971. I Stockholms stadsarkiv finns Borgarskolans arkiv, som innehåller bland annat betygskataloger för olika ämnen/linjer 1836-1974, handlingar rörande undervisningen 1912-1971 och skolans historia och jubileer 1870-1969.